# Notou (Burkina Faso)
Pour les articles homonymes, voir Notou.
Notou est une commune située dans le département de Sebba, dans la province du Yagha, région du Sahel, au Burkina Faso.